# Filologie

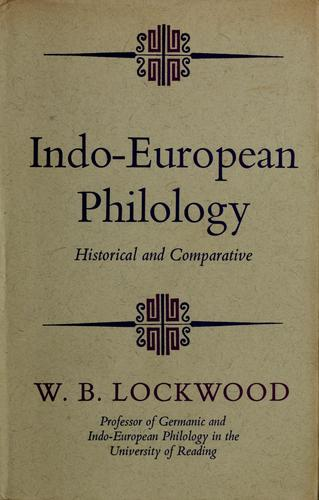
Lucrarea Filologie indo-europeană de William Burley Lockwood

Filologia (cuvânt provenit din greaca veche, φιλολογία, compus din philos „prieten, iubitor de” și logos „cuvânt, vorbă”) a fost considerată, într-o accepțiune largă, știința care se ocupă cu studiul culturii scrise a popoarelor, în special cu studiul textelor arhaice (paleografie și epigrafie) și al operelor literare (care conține și aspecte culturale, istorice, etnolingvistice, religioase, politice, economice etc.), din punctul de vedere al limbii, al influențelor suferite, al modului în care ni s-au transmis etc., precum și cu editarea acestora. În sensul restrâns al termenului, filologia înseamnă critica textelor și tehnica edițiilor.
Filologia se împarte în filologie nouă și filologie clasică (sau veche).
Filologia clasică este filologie clasică sanscrită, greacă și latină clasică. Filologia clasică este primar istorică, originar din Pergam și Alexandria, în jurul secolul 4 î.en., continuată de greci și de romani în întregile Imperii Romane și Bizantine, în cele din urmă preluate de către oamenii de știință europeni ai Renașterii, unde a fost alăturată filologia altor limbi, atât europene (germanică, celtică, slavică, etc.) și non-europene (sanscrită, persană, arabă, chineză, etc.). Studii Indo-Europene implică filologia comparativă a tuturor limbilor indo-europene.
Orice limbaj clasic poate fi studiat filologic, iari descrierea unui limbaj ca "clasic" este, într-adevăr, de a implica existența unei tradiții filologice asociat cu el.
Datorită concentrării acesteia pe dezvoltarea istorică (analiză diacronică), filologia a ajuns să fie folosită ca un termen în contrast cu lingvistica. Acest lucru se datorează unei dezvoltări din secolul al 20-lea declanșată de insistența lui Ferdinand de Saussure privind importanța analizei sincrone, cu apariția ulterioară a structuralismului și lingvisticii chomskyene cu accent pe sintaxă.